# Автоматизація процесів магнітного збагачення руд
Автоматизація процесів магнітного збагачення руд
На будь-якій збагачувальній фабриці, що збагачує магнетитові руди, працює велика кількість різним чином включених магнітних сепараторів, які з метою спрощення конструкції не мають ніяких регулюючих органів. У зв'язку з цим практично не використовують для автоматичного регулювання магнітних сепараторів ні частоту обертання барабана, ні напруженість магнітного поля електромагнітних сепараторів. 
Відомо, що істотним чинником магнітного розділення сильномагнітних руд є густина живлення, однак регулювати її шляхом подачі води в кожний окремий сепаратор досить складно через велику їх кількість.
Дане питання можна було б вирішити стабілізацією густини зливу попередньої магнітної сепарації класифікуючого апарата або подачею додаткової води в початкову пульпу. У цьому випадку одна точка витрати води може істотно впливати на роботу цілої групи магнітних сепараторів. Однак стабілізація густини зливу класифікуючого апарата призводить до значних змін витрати твердої фази у зливі, а отже, до нестабільного режиму роботи магнітних сепараторів. Наприклад, при збільшенні крупності і погіршенні подрібнюваності початкової руди збільшується кількість пісків у класифікаторові, меншає подача свіжої руди в млин, отже, меншає кількість пульпи на зливі класифікатора, змінюється навантаження на магнітний сепаратор, що приводить до іншого перерозподілу між якістю і виходом проміжних продуктів магнітного сепаратора. Ще суттєвіше впливає на роботу магнітного сепаратора коливання вмісту магнітного заліза в початковій руді.
Труднощі, пов'язані з автоматичним управлінням процесом збагачення в розгорнених технологічних лініях, можна усунути, якщо визначити такі проміжні регульовані змінні, які були б тісно пов'язані з кінцевими показниками процесу збагачення і мали б досить невеликі запізнення відносно регулюючих впливів. Реалізація подібних схем автоматизації пов'язана з використанням обчислювальних машин.
При мокрому збагаченні слабкомагнітних руд застосовують переважно валкові сепаратори з сильним полем і нижньою подачею матеріалу. Тут раціонально застосовувати систему стабілізації рівня пульпи у ванні сепаратора. Зниження рівня приводить до зменшення ефективності розділення і втрати продуктивності сепаратора, а збільшення — до переливу пульпи з ванни.